# ESPN Events
Ne pas confondre avec ESPN +, le service de streaming lancé en 2018 et ESPN Más une chaîne sud-américaine.
ESPN Events ou ESPN Regional Television (temporairement ESPN Plus) est une chaîne et service de syndication américain dépendant du groupe ESPN. La chaîne est basée à Charlotte, Caroline du Nord, comme ESPNU la version spécialisée dans le sport universitaire.
Comme le reste du réseau ESPN, ESPN Events appartient à 80 % à la Walt Disney Company et à 20 % à Hearst Corporation.

## Historique
Le 9 mai 1994, ESPN achète Creative Sports, une société de production, distribution et syndication de contenu sportif  puis la fusionne avec Ohlmeyer Communication Corporation, société équivalente détenue par Don Ohlmeyer, créant alors ESPN Plus,.
En 1996, la fusion des deux entreprises est baptisée ESPN Regional Television sous la direction de Chuck Gerber et Loren Matthews. Le 12 mars 1999, ESPN Regional Television est fondée comme une société à part entière.
En février 2000, ERT obtient les droits de l'Arena Football League; dont la production et la diffusion de The Nashville Network. En 2001, ESPN Regional Television se lance dans la diffusion des matchs universitaires du bowl games, en achetant le Las Vegas Bowl
En août 2008, ESPN signe un accord de 15 ans pour 2,25 milliards d'USD pour diffuser la SEC à partir de 2009 ainsi que la syndication précédemment détenue par Raycom Sports; les matchs de basket et de football américain sont regroupés sur la nouvelle chaîne SEC Network,. Avec cet accord l'activité de ESPN Regional Television s'est restreinte à la syndication des événements spécifiques d'où le nom ESPN Events.